# توپایا (دریانورد)
توپایا
(به تاهیتیایی: Tupaia) که به نام‌های توپه ئآ 
(به تاهیتیایی: Tupaea) یا توپیا 
(به تاهیتیایی: Tupia) نیز شناخته شده است. (زاده در حدود ۱۷۲۵- درگذشته ۲۰ دسامبر ۱۷۷۰) یک دریانورد پُلی‌نِزیایی و آریئُوری 
(به تاهیتیایی: arioi) (نوعی از کاهن) اهل تاهیتی بود. وی در اصل از مردم جزیره رایاتئا در گروه جزایری از اقیانوس آرام است که برای اروپائیان به نام جزایر انجمن شناخته می‌شود. مهارت‌های ناوبری قابل توجه او و دانش او ازجغرافیای اقیانوس آرام، توسط دریانوردو کاوشگر معروف بریتانیایی کاپیتان جیمز کوک مورد استفاده قرار گرفت، هنگامی که او را به عنوان راهنمای سفر اکتشافی به سرزمین ناشناخته جنوبی، در کشتی اچ‌ام‌اس اندور به همراه خود برد.
توپایا به همراه جیمزکوک به نیوزیلند سفر کرده و به عنوان رهیاب سفر اکتشافی به سرزمین مائوری‌های پُلی‌نِزیایی و استرالیا خدمت نمود. وی در دسامبر ۱۷۷۰ در اثر یک بیماری شیوع پیدا کرده در کشتی درگذشت، زمانی که اچ‌ام‌اس اندور برای تعمیرات قبل از سفر بازگشت به انگلستان در باتاویا پهلو گرفته بود.

## سالهای اولیه زندگی
توپایا در حوالی سال ۱۷۲۵ در بندر هائامانینو در رایاتئا به دنیا آمد و آریوری (کاهن) اعظم در تاپوتاپواته ئآ مارائه شد. وی در فاره-آی-رائا-ئوپو یا مکاتب آموزشی، در مورد منشأ کیهان، دودمان نامه‌ها، تقویم، ضرب‌المثل‌ها و تواریخ آموزش دیده بودهمچنین به او چگونگی فن اخترناوبری آموزش داده شده بود. دانش او شامل فهرست جزایر، از جمله اندازه، آبسنگ‌ها و مکان‌های بنادر، و این مسئله که آیا آن جزایر مسکونی هستند و اگر چنین بود، نام رئیس و مواد غذایی تولید شده، در آن جزایر بود. مهم‌تر از همه، مهارت‌های او شامل مکان و موقعیت هر جزیره، زمان رسیدن به آنجا، و زنجیره ستارگان و جزایری است که باید برای رسیدن به جزایر مذکور دنبال کرد. این جزایر شامل جزایر انجمن، جزایر آسترل، جزایر کوک، به علاوه ساموآ، تونگا، توکلائو و روتوما بودند.
در حدود سال ۱۷۶۳، جنگجویانی از بورا بورا به رایاتئا حمله‌ور شدند، توپایا را مجروح کردند و او را مجبور به فرار به تاهیتی نمودند، جایی که او در پناه رئیس پاپارا، آمو و همسرش اوبریا (پوره آ) قرار گرفت. توپایا به زودی مشاور و کاهن اعظم ایشان و در نهایت معشوق اوبریا شد. توپایا در هنگام مشاهده خورشید گرفتگی با ساموئل والیس دوست شد و سپس در سال ۱۷۶۹ با جوزف بنکس آشنا شد، در زمانی که وی برای مشاهده گذر زهره به تاهیتی سفر نموده بود. به گفته آن سالموند، پس از آن، توپایا «خود را به بریتانیایی‌ها متصل کرد». توپایا همچنین یک هنرمند بود و ده نقاشی با آبرنگ، از وی باقی مانده است.: 60–61, 175–176 

## سفر با اچ‌ام‌اس اندور
""کاپیتان از قبول [توپایا] به حساب خود امتناع می‌ورزد، اما به نظر من حضور وی به اندازه کافی معقولانه است، دولت به احتمال زیاد هیچ توجهی به او نخواهد نمود؛ بنابراین من تصمیم گرفته‌ام که مسئولیت وی را برعهده بگیرم…
نمی‌دانم چرا ممکن است او را به عنوان یک تحفه نگه ندارم، کاری که بعضی از همسایگانم با هزینه ای بیشتر با شیر و ببر انجام می‌دهند. تفریحی که در گفتگوی آینده با او خواهم داشت و سودی که او برای این کشتی خواهد داشت و همچنین اینکه اگر دیگری به این دریاها فرستاده شود چه سودی خواهد داشت، آیا فکر می‌کنم به‌طور کامل جبران خواهد کرد.""

— برداشته شده از "یادداشت‌های روزانه اندور از جوزف بنکس ۱۷۶۸–1771.
توپایا در ژوئیه ۱۷۶۹ به کشتی اچ‌ام‌اس اندور پیوست، در زمانی که آن کشتی در مسیر حرکتش از پلیموث در انگلستان به اقیانوس آرام، به جزیره زادگاه توپایا رایاتئا رسید. وی با اصرار سر جوزف بنکس، گیاه‌شناس رسمی در سفر اکتشافی ناخدا جیمز کوک، و بر اساس مهارت مشهود او به عنوان یک ناوبر و نقشه‌بردار، به کشتی دعوت شده و مورد استقبال قرار گرفت. زمانی که از توپایا برای جزئیات منطقه سؤال شد، وی نقشه ای را ترسیم نمود که ۱۳۰ جزیره را در شعاع ۲٬۰۰۰ مایلی (۳۲۰۰ کیلومتر) نشان می‌داد. و او می‌توانست ۷۴ جزیره از جزایر مذکور را نام برد. جوزف بنکس از علاقه این کاهن اهل رایاتئا به سفر با کشتی اندور به انگلستان به دلیل مفید بودن او برای سفر اکتشافی و همچنین گفتگو و سرگرمی پیش‌بینی شده (به گفته محقق استرالیایی ونسا اسمیت، احتمالاً دوستی واقعی) استقبال نمود. همچنین امید بود که بتوان او را به عنوان یک تحفه برای مطالعات انسان شناختی در انگلستان معرفی نمود. از آنجایی که کوک در ابتدا به دلایل مالی اجازه نداد، توپایا به سفر اکتشافی بپیوندد، بنکس پذیرفت که مسئولیت نگهداری و تأمین آسایش این کاهن رایاتئایی را در زمان حضور وی در کشتی بر عهده بگیرد.

## کاوشگری و نقشه توپایا

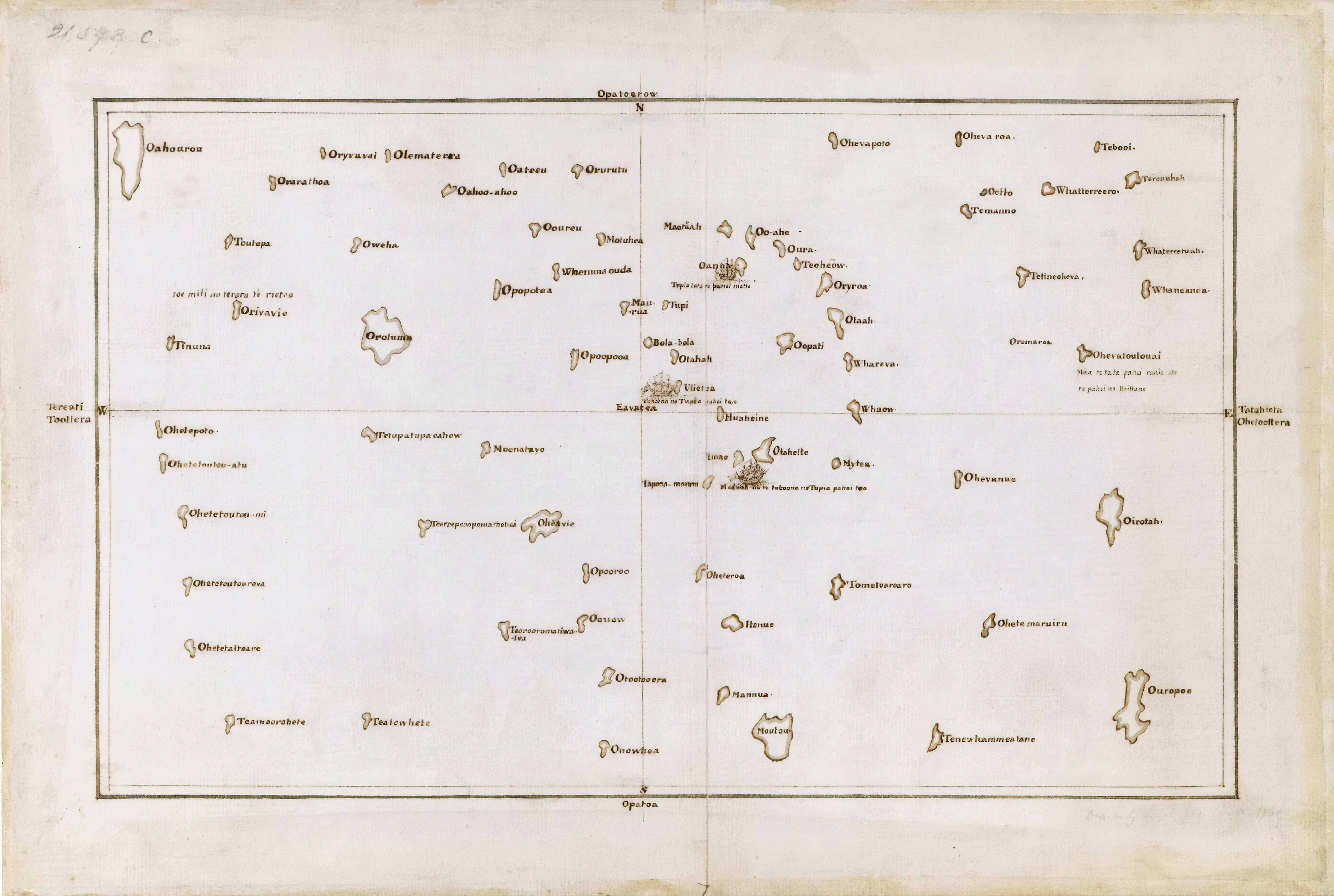
تفشه توپایا، تهیه شده در سال ۱۷۶۹.

از آنجایی که کوک قصد داشت تا قبل از رفتن به جنوب، چندین هفته را در جزایر انجمن بگذراند، توپایا به عنوان یک مذاکره کننده و مترجم با قبایل محلی، کاوشگری را مساعدت نمود. او همچنین در تهیه اطلاعات جامعی در مورد تاهیتی و ساکنان آن با بنکس همکاری نزدیک داشت. در ۱۵ اوت ۱۷۶۹، توپایا با همکاری کوک، بنکس و تنی چند از افسران کوک، کار بر روی نقشه ای از اقیانوس آرام را آغاز نمود.
تحقیقات قدیمی‌تر خلاصه‌شده توسط جوآن دروت فرض می‌کرد که تجربه سفر خود توپایا محدود بود. وی بر این باور است که توپایا از رایاتئا سفرهای کوتاهی به ۱۳ جزیره نشان داده شده را داشته و او از غرب پلی‌نزی دیداری ننموده است؛ زیرا از زمان پدربزرگش، وسعت سفر رایاتئایی‌ها به جزایر پلی‌نزی شرقی کاهش یافته بود. پدربزرگ و پدرش اطلاعات مربوط به موقعیت جزایر اصلی پلی‌نزی غربی و اطلاعات ناوبری لازم برای سفر به روتوما، ساموآ و تونگا را به توپایا منقل نموده بودند. همچنین فرض بر این بود که ناخدا جیمز کوک کمتر از بنکس از مهارت‌های ناوبری آشکار توپایا خرسند بوده و در عوض تصمیم گرفت بر اکتشافات خود در منطقه اتکا نماید.

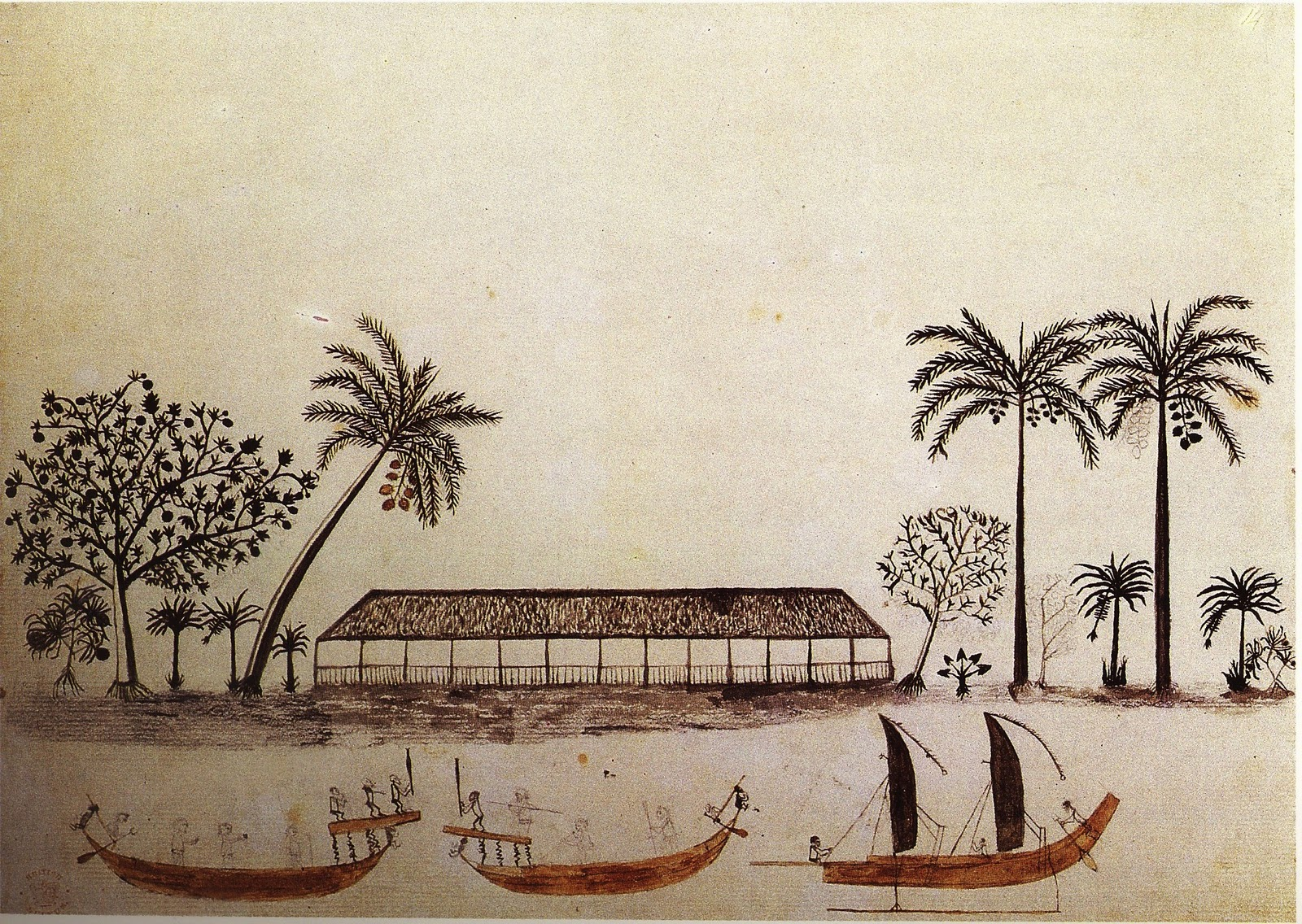
بَلَم‌ها در نزدیکی تاهیتی، نقاشی از توپایا در حدود سال ۱۷۶۹

تحقیقات جدیدتر این دیدگاه را که سفرهای توپایا در منطقه محدودی بوده، را به چالش می‌کشد و درک نادرست کوک از توپایا را به‌عنوان تفسیر نادرست از منبع مورد تردید قرار می‌دهد. لارس اکشتاین و آنیا شوارتز در یک مطالعه گسترده از نقشه توپایا اذعان دارند که توپایا دانش ناوبری دقیقی داشت که شامل سراسر
مثلث پلی‌نزی می‌شد (احتمالا فقط به استثنای نیوزلند). تقشه ای که او در اوت ۱۷۶۰ برای جیمز کوک ترسیم نمود، مسیرهای سفری به هم پیوسته را نشان می‌دهد که از روتوما در غرب ساموآ، از طریق ساموآ و تونگا، جزایر کوک جنوبی و مجمع الجزایر آسترل، مانگاروا و پیت‌کرن تا راپا نویی را شامل می‌شود. دومین مسیر مرکب اصلی از تاهیتی از طریق مجمع الجزایر توآموتو به جزایر مارکیز و به اوآهو در هاوایی منتهی می‌شود.
توپایا یک سیستم نقشه‌برداری برای کوک و مردانش ابداع نمود، که یک موقعیت شمالی را از هر جزیره ای که او می‌کشید در مرکز نمودار خود قرار می‌داد (که با کلمه "avatea" مشخص شده است، این "[خورشید در] ظهر است"). این روش به او اجازه داد تا دانش راهیابی خود را برای سفرهای جزیره به جزیره به منطق و شرایط قطب‌نمای کوک ترجمه کند. نسخه خطی دریاسالاری مجله جیمز کوک نشان می‌دهد که توپایا به کوک گفته است که خود او (یا اجدادش) به جزایری که در نمودار ترسیم شده‌اند به جز روتوما (شمال فیجی) و اوآهو در هاوایی سفر نموده‌اند.
.

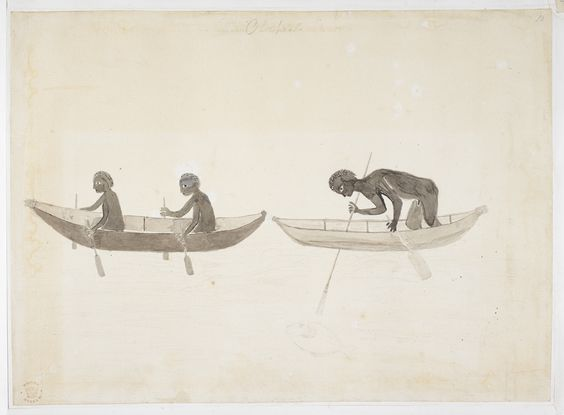
انسان‌ها بروی بَلَم‌ها در خلیج بوتانی، نقاشی از توپایا آوریل ۱۷۷۰، از آثار موجود در کتابخانه بریتانیا

توپایا، ناخدا کوک را در سفر اکتشافی وی به نیوزلند همراهی نمود و برخی از مائوری‌ها به عنوان توهونگا (یک متخصص) از توپایا استقبال نموده.
و به نظر می‌رسد که ردای بلند ارزشمندی از پوست سگ به وی اهدا نمودند.
بسیاری از مردم مائوری داستان‌هایی در مورد توپایا و نسب او دارند که امروزه نیز در نیوزلند باقی مانده است.: 230 
توپایا در اواخر آوریل ۱۷۷۰ در خلیج بوتانی، استرالیا قدم به ساحل گذاشت. جیمز کوک در مورد توپایا گفته است: "... با استفاده از توپایا… شما همیشه افراد را وادار می‌کردید که شما را از جزیره ای به جزیره دیگر همراهی نمایند و مطمئن باشید که درهر جزیره، با بک پذیرایی دوستانه و نوشیدنی‌ها از شما استفبال خواهد شد.: 232–233 

## مرگ

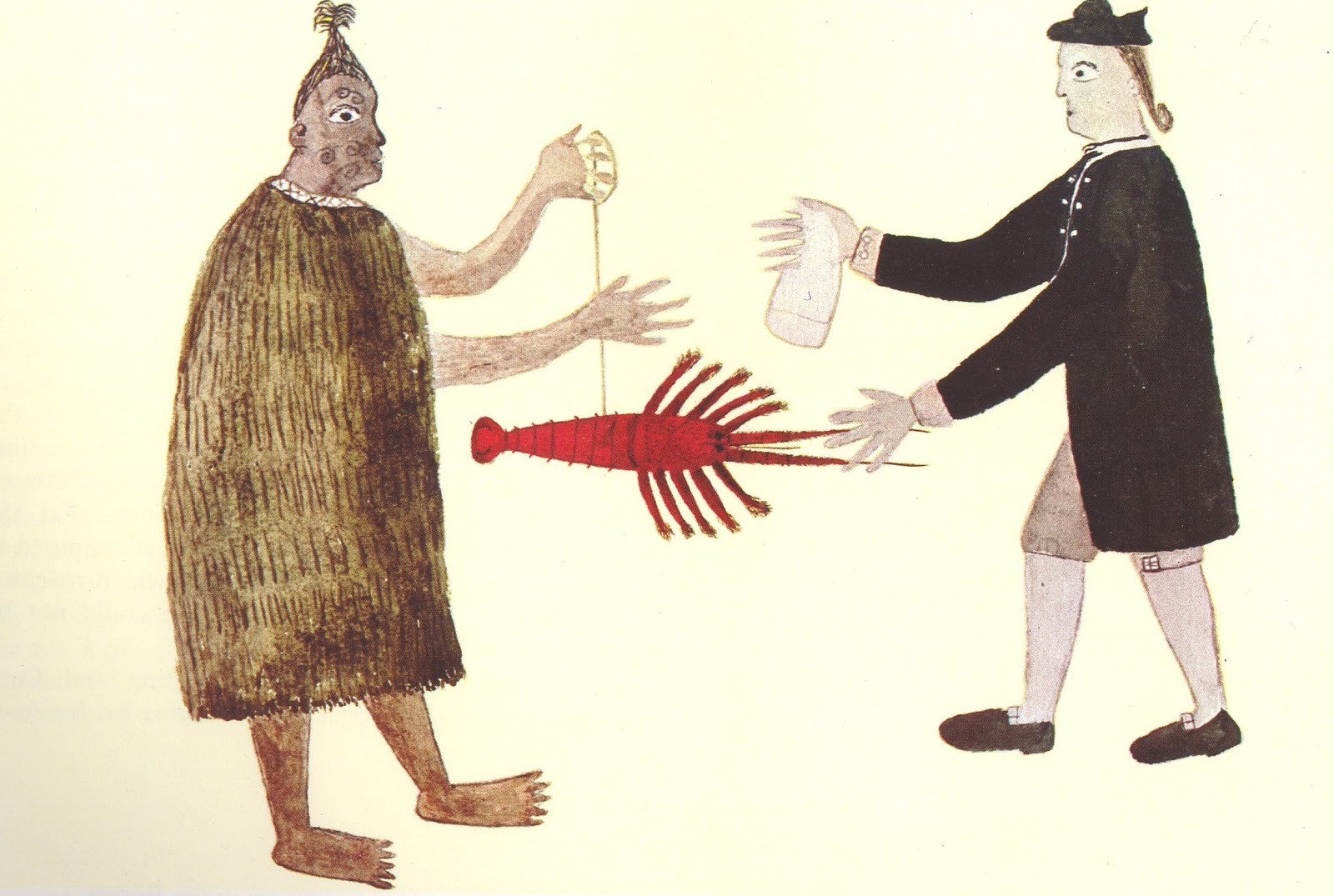
یک مائوری و یک پاکه‌ها (مرد سفیدپوست) در حال معامله یک چنگاره, نقاشی از توپایا, c. 1769

بر اساس سوابق جمع‌آوری شده از کشتی اچ ام اس اندور، توپایا در ۲۰ دسامبر ۱۷۷۰ درگذشت.با این حال، تاریخ‌های دیگری توسط جوزف بنکس و جیمز کوک در یادداشت‌های روزانه ایشان درج شده است. در یادداشت‌های روزانه سفر جوزف بنکس، تاریخ ۱۱ نوامبر ذکر شده است که در آن نوشته بود «ما خبر مرگ توپایا را دریافت کردیم»، با این حال، سر جوزف بنکس، خود در بیشتر زمان اقامتش در باتاویا بیمار بوده و مطالب زیادی را در آن زمان با تاریخ‌های نادرست نوشته است. یادداشت‌های روزانه جیمز کوک، به تاریخ این واقعه را ۲۶ دسامبر اشاره داشته که در آن نوشته بود «ما توپایا را … از دست دادیم».
توپایا بر اثر اسهال خونی یا مالاریا درگذشت، که هر دوی آن بیماری‌ها در هنگام پهلوگیری اچ ام اس اندور برای تعمیر در باتاویا در آن کشتی شایع شده بودند. ناخدا کوک درگذشت وی را در یادداشت‌های روزانه خود چنین نوشت: «او مردی زیرک، خردمند و دارای قوه ابتکار بود، اما مغرور و خود رای، که اغلب وضعیت او را در کشتی، هم برای خودش و هم برای اطرافیانش ناخوشایند می‌ساخت.»

## یادبود
هنگامی که کوک در سال ۱۷۷۳ به نیوزیلند بازگشت، مائوری‌ها با فریاد "توپایا! توپایا!" به استقبال کشتی او آمدند. همان‌طور که کوک اشاره کرد، "... نام توپایا در آن زمان چنان در میان آنها محبوب بود، که جای تعجب نیست که در حال حاضر در بخش بزرگی از نیوزیلند شناخته شده باشد.": 262 

## برای مطالعهٔ بیشتر
- Druett, Joan (2011). Tupaia, Random House, New Zealand; شابک ‎۹۷۸−۰۳۱۳۳۸۷۴۸۷
- Eckstein, Lars and Anja Schwarz (2019), “The Making of Tupaia's Map: A Story of the Extent and Mastery of Polynesian Navigation, Competing Systems of Wayfinding on James Cook's Endeavour, and the Invention of an Ingenious Cartographic System”. The Journal of Pacific History 54(1): 1-95. https://www.tandfonline.com/doi/full/10.1080/00223344.2018.1512369; see also: https://www.uni-potsdam.de/en/iaa-alc/tupaias-map.html
- Lars Eckstein and Anja Schwarz (2019), "The Making of Tupaia's Map Revisited", The Journal of Pacific History 54(4). https://www.tandfonline.com/doi/full/10.1080/00223344.2019.1657500.
- Holmes, Richard (2009). The Age of Wonder: How the Romantic Generation Discovered the Beauty and Terror of Science. Knopf Doubleday Publishing Group. ISBN 978-0-307-37832-3.
- King, Michael (2003). History of New Zealand, Penguin, شابک ‎۰−۱۴−۳۰۱۸۶۷−۱
- Tupaia at the New Zealand Electronic Text Centre